# Jan Ingenhousz
Jan Ingenhousz nebo Ingen-Housz (8. prosince 1730, Breda – 7. září 1799, Bowood Park, Anglie) byl britský fyziolog, botanik a chemik nizozemského původu. Byl lékařem královny Marie Terezie. Je známý především díky svému zjištění, že světlo je nutné pro dýchání rostlin, což bylo jedním z důležitých kroků k objevu fotosyntézy.
Ingenhousz zjistil, že v přítomnosti světla zelené části rostlin ponořené ve vodě vytvářejí bublinky vzduchu, zatímco ve tmě tento proces ustává. Identifikoval tento plyn jako kyslík. Rovněž zjistil, že ve tmě rostliny produkují oxid uhličitý, a uvědomil si, že množství kyslíku produkovaného na světle je mnohem větší než množství oxidu uhličitého vytvořeného ve tmě. Tím ukázal, že část rostlinné hmoty pochází nejen z půdy, ale také ze vzduchu.